# Thomas Waldrom
Thomas Robert Waldrom (Lower Hutt, 28 aprile 1983) è un ex rugbista a 15 neozelandese, internazionale per l'Inghilterra, con cui prese parte alla Coppa del Mondo 2011.

## Biografia
In gioventù Waldrom era dedito non solo al rugby ma anche a peso, disco e giavellotto con risultati di rilievo a livello scolastico.
Soprannominato The Tank ("il carro armato") per la sua figura (oltre 110 kg di peso per 184 cm d'altezza), esordì a 18 anni in campionato provinciale con Wellington e tre anni più tardi, nel 2004, in Super Rugby nella relativa franchise degli Hurricanes.
Dopo un passaggio ai Crusaders si trasferì a Leicester nel 2010; nel 2011 scoprì di essere idoneo a rappresentare l'Inghilterra grazie alla nonna materna nativa del Regno Unito, e si mise a disposizione della Rugby Football Union al riguardo.
Fu quindi convocato nella squadra allargata per la Coppa del Mondo 2011, anche se inizialmente non fu ricompreso nel gruppo dei 30 partecipanti alla manifestazione; a torneo iniziato, durante la fase a gironi, fu aggregato alla rosa in sostituzione dell'infortunato Andrew Sheridan, anche se non fu mai schierato durante il mondiale; l'esordio avvenne l'anno dopo a Johannesburg in un test match contro il Sudafrica nel corso del tour inglese di metà anno.
Campione inglese nel 2013 con Leicester, l'anno successivo si trasferì ad Exeter con cui vinse due volte consecutive la classifica dei migliori marcatori di mete e si laureò campione nazionale nel 2017; l'anno successivo tornò in patria a Wellington per un'ultima stagione agonistica, al termine della quale giunse il ritiro.
Con 58 mete segnate in Premiership, è l'avanti più prolifico della storia del torneo dopo Neil Back.

## Palmarès
- Premiership: 2
Leicester: 2012-13
Exeter: 2016-17